# جوني نوبل
جوني نوبل (بالإنجليزية: Johnny Noble)‏ هو عازف بيانو أمريكي، ولد في 17 سبتمبر 1892 في هونولولو في الولايات المتحدة، وتوفي بنفس المكان في 13 يناير 1944.

## روابط خارجية
- جوني نوبل على موقع IMDb (الإنجليزية)
- جوني نوبل على موقع ميوزك برينز (الإنجليزية)
- جوني نوبل على موقع ديسكوغز (الإنجليزية)